# Cieśnina Hajnańska
Cieśnina Hajnańska (chiń. upr. 琼州海峡; chiń. trad. 瓊州海峽; pinyin Qióngzhōu Hǎixiá) – cieśnina Morza Południowochińskiego, między półwyspem Leizhou a wyspą Hajnan, łączy Morze Południowochińskie z Zatoką Tonkińską. Ma długość ponad 90 km i szerokość od 18,5 km do ok. 50 km. Głębokość maksymalna wynosi 108 m. Głównym portem nad cieśniną jest Haikou.